# Carlos Mulas
Carlos Mulas Granados (Madrid, España, 1974) es un economista y profesor universitario español.
Doctor en Economía por la Universidad de Cambridge y asesor del Fondo Monetario Internacional (FMI), es profesor titular de Economía en la Universidad Complutense de Madrid. Es especialista del FMI en Finanzas Públicas y Macroeconomía, con 3 libros publicados y una veintena de artículos académicos en revistas internacionales. Obtuvo un IMF Fund Award-2015 por su trabajo sobre la desigualdad de la renta. 
Mulas fue candidato al Congreso de los Diputados por el Partido Socialista Obrero Español en las elecciones generales de 2011. Participó en la elaboración del programa económico del gobierno de José Luis Rodríguez Zapatero y fue subdirector de la Oficina Económica del Presidente del Gobierno con Miguel Sebastián. Asimismo, fue director general de la Fundación IDEAS, vinculada al PSOE, de la que cesó a raíz de un escándalo en su gestión en febrero de 2013. Posteriormente se incorporó al Fondo Monetario Internacional

## Publicaciones
Es autor o coautor de los siguientes libros:
- Economics, Politics and Budgets (Palgrave MacMillan, 2006).[5]
- El Estado Dinamizador (Edit. Complutense, 2010).[6]
- Corrupción, Cohesión Social y Desarrollo (Fondo de Cultura Económica, 2011).[7][8]

Ha publicado en importantes revistas nacionales e internacionales en las áreas de economía pública, economía europea y política económica. Sus artículos más citados son:
- Reassessing the Fiscal Mix for Succesful Debt Reduction (Economic Policy, 2012).[9]
- Do Budget Institutions matter? (Eastern European Economics, 2010)[10]
- What makes fiscal consolidations last? A survival analysis of budget cuts in Europe (Public Choice, 2008)[11]
- The phasing of fiscal adjustments: what works in emerging market economies? (Review of Development Economics, 2006)[12]
- Fiscal Policy, Expenditure Composition and Growth in Low-Income Countries (Journal of International Money and Finance, 2005)[13]

Es coautor de un informe publicado en 2013 por el FMI sobre Portugal en el que se proponen múltiples reformas. En concreto, el estudio firmado por Mulas recomienda, entre otras cosas, "aumentar el horario de trabajo para los empleados públicos" y repensar el papel del Estado.
Fue autor de un blog alojado en el diario El País titulado "Economía para el 99% Archivado el 22 de febrero de 2015 en Wayback Machine." También ha publicado numerosos artículos de opinión e El País, su último artículo publicado en la sección Negocios de El País fue coescrito con Olivier Blanchard, el economista jefe del FMI, y analiza las perspectivas de crecimiento mundial.

## Premios y reconocimientos
- En abril de 2015 obtuvo un IMF Fund Award-2015 por su trabajo sobre la desigualdad de la renta en los que destaca que la diferencia entre salarios altos y bajos es el factor más importante detrás del aumento de la desigualdad observado en la mayoría de los países del mundo en las últimas 4 décadas. El trabajo sobre desigualdad premiado fue seleccionado entre casi 1000 candidaturas. Según algunos analistas, este premio demuestra que Carlos Mulas es un "economista de prestigio".

- Su artículo titulado Duration of Fiscal Adjustments in the European Union obtuvo el Premio de la Cátedra Uni-2 al mejor artículo de Economía Europea en 2003.[15]
- Fue condecorado con la Encomienda de la Orden de Isabel la Católica en 2006, por los servicios prestados como Subdirector de la Oficina Económica del Presidente del Gobierno, cargo para el que fue nombrado en 2004.[16]

## Actividades de emprendimiento social
- Colabora en las actividades sociales de la Fundación Aprocor a favor de la incorporación laboral de los discapacitados, con los que ha contado en sus equipos de trabajo.[17]
- Como fundador de la productora Storylines ha sido coproductor del cortometraje Buen Viaje reconocido por su tratamiento positivo de la inmigración,[18] y del cortometraje Uniformadas que aboga por la igualdad de género en la infancia. Este último trabajo ha recibido cerca de treinta premios nacionales e internacionales,[19] y fue corto de la semana en El País,[20] ABC[21] y RTVE.[22]

## Fundación Ideas
En mayo de 2009, Carlos Mulas Granados fue designado como Director de la Fundación Ideas, y lideró la iniciativa Global Progress junto al Center for American Progress. La iniciativa Global Progress reunió a figuras mundiales como Lula da Silva, Bill Clinton, Tony Blair, Thabo Mbeki, J.L. Zapatero, Michelle Bachelet, Gordon Brown o Francois Hollande, en diferentes encuentros en Madrid, Nueva York y Londres. En octubre de 2011, convocados por la Fundación Ideas que dirigía Mulas, esos líderes mundiales firmaron una petición al G-20 en favor de un pacto social para salir de la crisis
En enero de 2013, renuncia como director general de la Fundación IDEAS, aceptada por Jesús Caldera, vicepresidente de la Fundación, ante las informaciones sobre una serie de trabajos publicados por la Fundación en la sección en línea titulada "Amy Martin-Global Observer".
Los reportajes publicados cubrían todo tipo de materias, como la industria del cine en Nigeria, la central nuclear de Fukushima, la crisis de la eurozona o la medición de la felicidad. La exmujer de Mulas, la conocida escritora y cineasta Irene Zoe Alameda, afirmó en un comunicado público "ser la autora de los artículos bajo el seudónimo "Amy Martin", y que realizó los trabajos a través de su agente literaria cuando vivía separada en Suecia, por lo que su exmarido nada sabia de todo ello. Ante la polémica creada, la autora anuncio que reintegraba el coste completo de los trabajos realizados, para que quedara claro que aquello no había sido más que un "experimento literario". Asimismo, en una entrevista posterior la escritora explicó que los trabajos con pseudónimo habían formado parte de un "performance" para explorar los límites entre WA. Últimos días de Warla Alkman, como parte de su segunda novela (Edhasa, 2013).
El exministro y vicepresidente de la Fundación Ideas, Jesús Caldera, afirmó que Carlos Mulas no había hecho nada ilegal, mientras que el secretario de Organización del PSOE, Óscar López, reconoció que habían sido engañados.

## Actividad Política
- Miembro de "Economistas 2004", grupo de economistas independientes responsable del programa económico de José Luis Rodríguez Zapatero para las elecciones de 2004.
- Miembro del Comité de Redacción del Programa Electoral del PSOE en 2008 y 2011.
- Candidato del PSOE por Madrid en las elecciones generales de España de 2011.